# اسرا پناهی
اَسراء پناهی دانش آموز دختری بود که در اعتراضات سراسری ۱۴۰۱ ایران در دبیرستان شاهد اردبیل به دست نیروهای امنیتی لباس شخصی مورد ضرب و شتم قرار گرفته و در نهایت کشته شد.وی در قطعه ۹۸ ، ردیف ۲ ، قبرستان علی آباد واقع در شهر اردبیل آرمیده است.
در روز چهارشنبه ۲۰ مهرماه در اردبیل، بعد از آنکه تعدادی از دانش آموزان دختر دبیرستان شاهد در اعتراض به اجبار برای اجرای سرود حکومتی سلام فرمانده دست به اعتراض زده و شعارهای ضد حکومتی سر دادند، نیروهای پاسدار لباس شخصی به این مدرسه حمله کرده و بعد از ضرب و شتم دانش آموزان از جمله اسراء پناهی تعدادی از آنها را دستگیر کرده‌اند. اسراء پناهی در جریان این حمله به شدت زخمی شد و در بیمارستان فاطمی اردبیل جان باخت. وی در ۱۳۹۷ توانسته بود به مقام سومی (برنز) شنای آزاد در ماده ۵۰ متر در رشته انفرادی و به مقام سومی (برنز) شنای آزاد تیمی در ماده ۴ در ۵۰ متر در جام شنای دختران آذربایجان که به میزبانی استخر آبادگران در تبریز برگزار شد دست یابد.

## افتخارات ورزشی
در عین شایعات صداوسیما و خبرگزاری های حکومتی مبنی بر بیماری قلبی ، وی یک شناگر بوده و در شنای آزاد دختران آذربایجان (جام آذربایجان ۱۳۹۷) در ۷ آذر ۱۳۹۷ توانسته بود به مقام سومی (برنز) شنای آزاد در ماده ۵۰ متر و ۱۰۰ متر در رشته انفرادی (رده سنی ۱۱-۱۲ سال) و در شنای آزاد تیمی (رده سنی ۱۱-۱۲ سال) در ماده ۴ در ۵۰ متر به مقام سومی (برنز) دست پیدا کند. این مسابقات به میزبانی استخر آبادگران تبریز برگزار شد.
پناهی در لیگ شنای بانوان استان آذربایجان شرقی در سال ۱۳۹۷ نیز به عنوان شناگر برتر رده سنی زیر ۱۲ سال انتخاب شد. وی در شهریور سال ۱۳۹۸ به عنوان نماینده استان آذربایجان شرقی در المپیاد استعدادهای برتر شنای ایران شرکت کرد و در رده سنی ۱۳-۱۴ سال به مقام ششم کشور در شنای ۵۰ متر کرال پشت دست یافت.

## زندگی‌نامه و کشته‌شدن
اسراء پناهی-خانقاه در اردبیل استان اردبیل به دنیا آمد و در دبیرستان دخترانه شاهد اردبیل مشغول تحصیل بود. به‌رغم شایعات صداوسیما و مقامات و خبرگزاری‌های حکومتی مبنی بر بیماری قلبی، وی در ۱۳۹۷ توانسته بود به مدال برنز در شنای آزاد انفرادی ، ماده ۵۰ متر و مدال برنز تیمی در شنای آزاد ۵۰×۴ متر تیم در جام شنای دختران آذربایجان که به میزبانی استخر آبادگران در تبریز برگزار شد دست یابد. همچنین پدروی یک ماه قبل از کشته شدن اسرا پناهی ، درگذشته بود ؛ در روز چهارشنبه ۲۰ مهرماه ۱۴۰۱ معادل ۱۲ اکتبر ۲۰۲۲ در اردبیل به جهت شرکت نکردن در اجتماعاتی جهت خواندن سرود حکومتی سلام فرمانده با حمله نیروهای امنیتی لباس شخصی به مدرسه و توسط آنها مورد ضرب‌وشتم قرار گرفت و در اثر خونریزی مغزی بیمارستان فاطمی اردبیل جان باخت.
عموی اسراء پناهی با انتشار ویدئویی به زبان ترکی بیان داشت: مرگ اسراء پناهی به هیچ تجمع و شورشی ربطی ندارد و کاربران شبکه‌های اجتماعی و رسانه‌ها باید خانواده آنها را درک کنند. کاربران و مردم نیز احتمال از اعتراف گیری اجباری از وی را می دهند.

## واکنش‌ها
شورای هماهنگی تشکل‌های صنفی فرهنگیان ایران گزارش داد، مرگ اسراء پناهی بر اثر حمله نیروهای لباس شخصی به تجمع دانش‌آموزان دبیرستان دخترانه شاهد اردبیل در روز پنج‌شنبه و ضرب و شتم آنها رخ داده‌است.
علی دایی فوتبالیست و سرمربی سابق تیم ملی ایران با اشاره به کشته شدن این دانش آموز نوشت: «سکوت ناشی از اعمال فشار حاکمیت در برابر اعتراضات و هتک حرمت به دانشجویان دانشگاه صنعتی شریف که پایه‌های علمی و معرفتی خود را در این نهاد پرورش داده‌ام امروز منجر به تعرض به دانش آموزان بی‌گناه در مدارس و ضرب و شتم و ریختن خون یکی دیگر از دخترانم در زادگاهم گردیده، سکوتی که تاوان مرگ دارد و هر روز داغی دیگر بر دل جای جای ایرانم می‌نشاند که حکم خیانت به انسانیت و میهنم را دارد.»